# 경상남도산림환경연구원
경상남도산림환경연구원(慶尙南道山林環境硏究院, Gyeongsangnam-do Forest Enviroment Research Institute)는 경상남도의 임업에 관한 시험 연구와 우량묘목의 생산, 산림피해 상담지도 및 방제, 임업기술의 보급, 산림토목, 임도, 휴양림시설 및 보호관리, 도유림 경영관리를 위하여 경상남도청 산하에 설치된 사업소이다.
연구원장은 지방서기관, 지방기술서기관 또는 지방녹지연구관으로 보한다.

## 연혁
- 1922년 3월 1일: 경상남도사방사업소 설치
- 1932년 7월 5일: 경상남도도유림사업소로 변경
- 1939년 8월 26일: 경상남도임업시험장으로 변경
- 1993년 8월 3일: 경상남도산림환경연구소로 변경

## 조직
원장
- 관리과
- 산림연구과
- 산지보전과
- 금원산산림자원관리소